# Damien Meslot

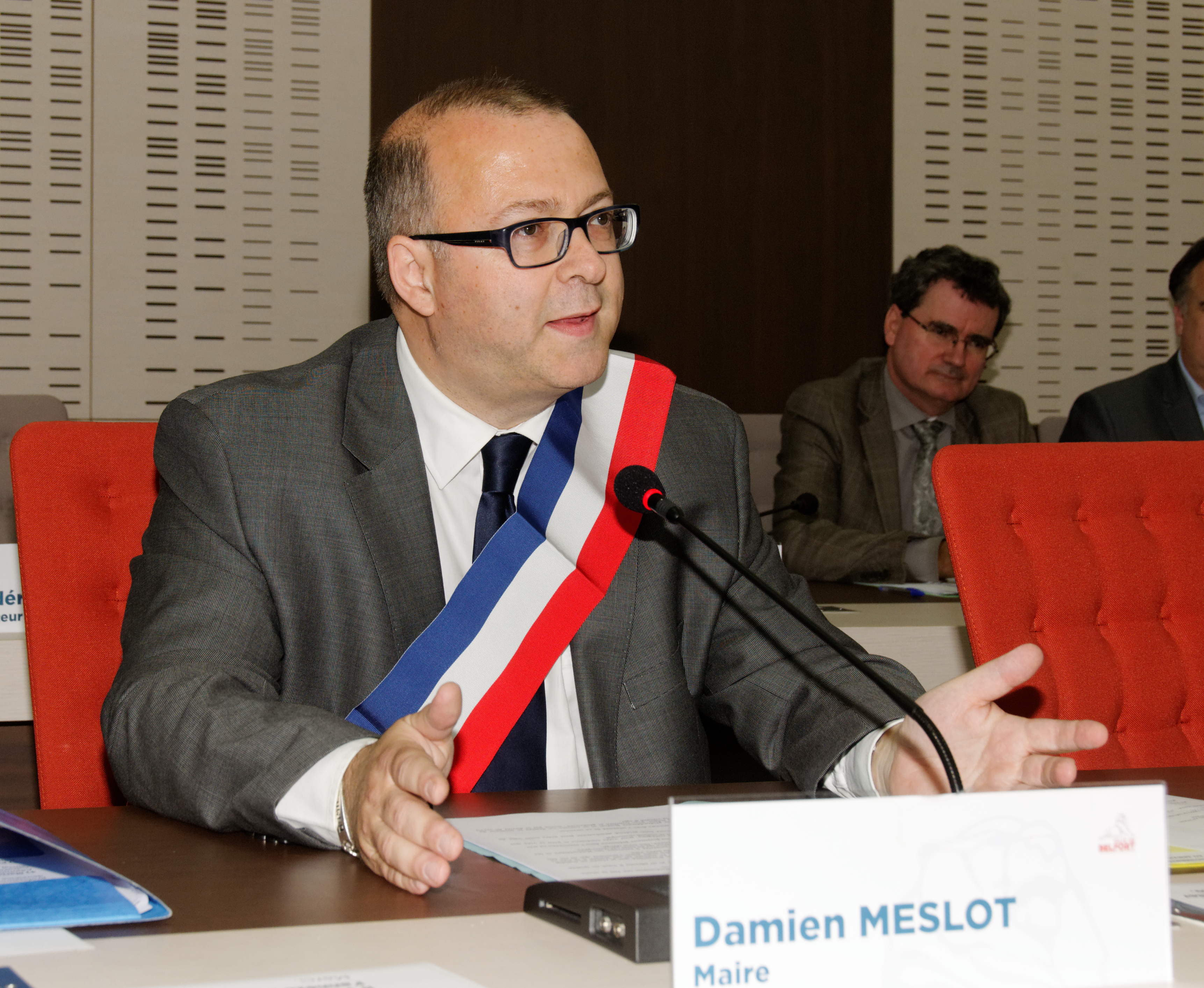
Meslot nach seiner Wahl zum Bürgermeister von Belfort im April 2014

Damien Meslot (* 11. November 1964 in Belfort) ist ein französischer Politiker. Der ehemalige Abgeordnete der Nationalversammlung ist Bürgermeister von Belfort und Präsident der Communauté d’agglomération Grand Belfort.

## Werdegang
Meslot engagierte sich bereits als Teenager für die Partei Rassemblement pour la République RPR. Später studierte er Wirtschaftswissenschaft an der École supérieure de commerce de Reims sowie der Business School der Middlesex University und Rechtswissenschaft an der Universität Straßburg.
1992 kandidierte Meslot erfolgreich für den Départementrat des Territoire de Belfort, ab 1997 war er Generalsekretär des RPR in dem Département. 2002 wurde er erstmals in die Nationalversammlung gewählt, dabei schlug er den bisherigen Parlamentspräsidenten Raymond Forni. Fortan war er Abgeordneter der UMP, in der der RPR 2002 aufgegangen war. Bei der Parlamentswahl in Frankreich 2007 verpasste er im ersten Wahlgang die notwendige absolute Mehrheit um vier Stimmen, im zweiten Wahlgang holte er gegen die Sozialistin Anne-Marie Forcinal über 58 % der Stimmen. Bei der Kommunalwahl in Frankreich 2008 trat er als UMP-Spitzenkandidat für das Bürgermeisteramt in Belfort an, verpasste aber mit 38 % der Stimmen gegen Amtsinhaber Étienne Butzbach den Sieg mit über zehn Prozentpunkten Rückstand.
Bei der folgenden Kommunalwahl in Frankreich 2014 eroberte Meslot das Belforter Bürgermeisteramt und wurde im April vereidigt. Zudem wurde er Präsident der Communauté de l’Agglomération Belfortaine. Im Januar 2017 übernahm er zudem das Präsidentenamt der neu gegründeten Communauté d’agglomération Grand Belfort, nach der Parlamentswahl in Frankreich 2017 schied er aus der Nationalversammlung aus. Bei der Kommunalwahl in Frankreich 2020 wurde er jeweils im Amt des Bürgermeisters und des Präsidenten der Communauté d’agglomération bestätigt.